# Carole Mathews
Pour les articles homonymes, voir Mathews.
Carole Mathews (nom de scène de Jean Deifel), née le 13 septembre 1920 à Montgomery (Illinois) et morte le 6 novembre 2014 à Murrieta (Californie), est une actrice américaine (parfois créditée Carol Mathews ou Carole Matthews).

## Biographie

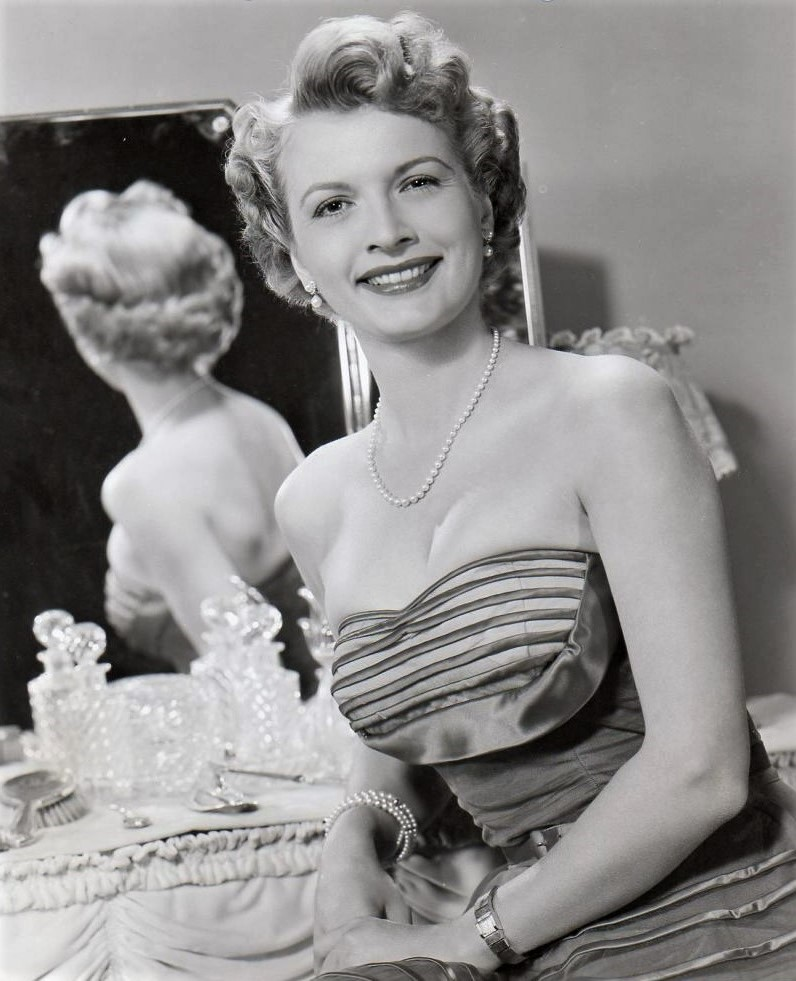
Dans La Cité des tueurs (1953)

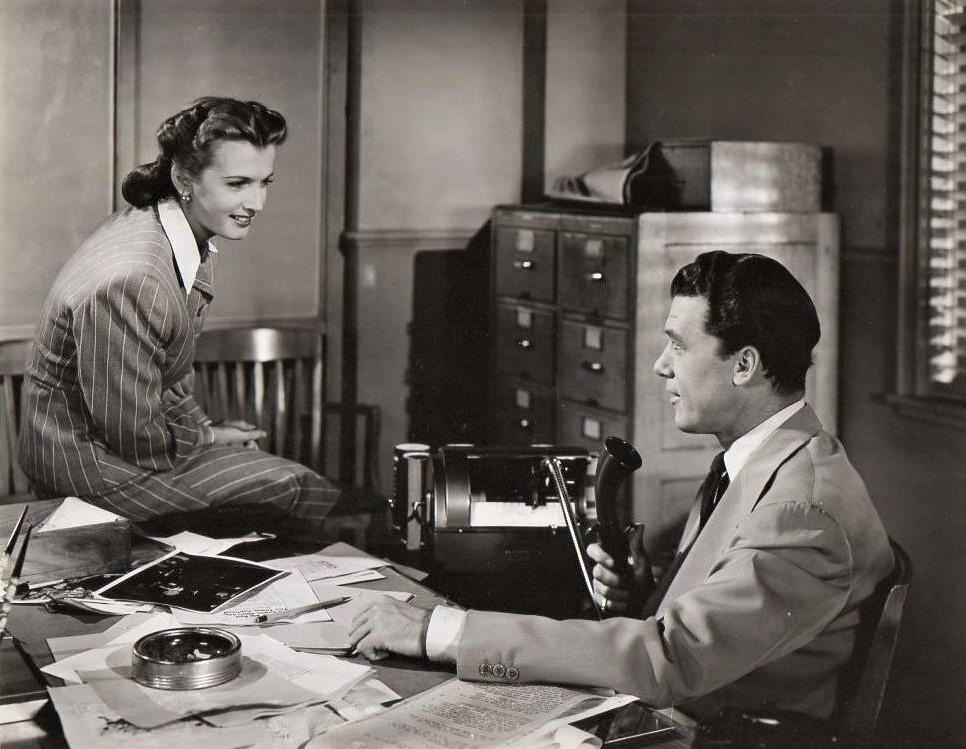
Avec Jim Bannon, dans The Missing Juror (1944)

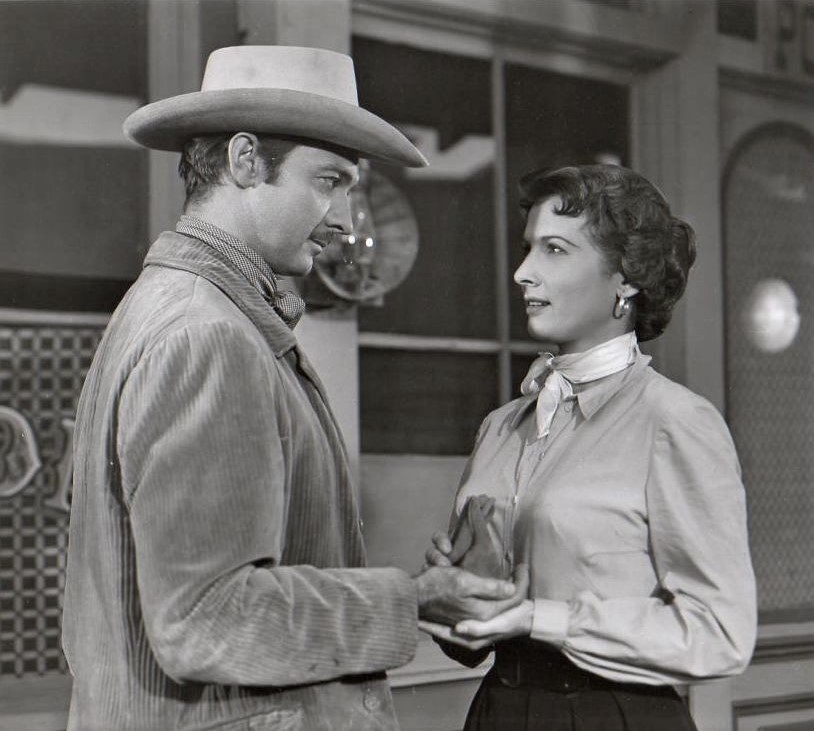
Avec Zachary Scott, dans Le Trésor des collines rouges (1955)

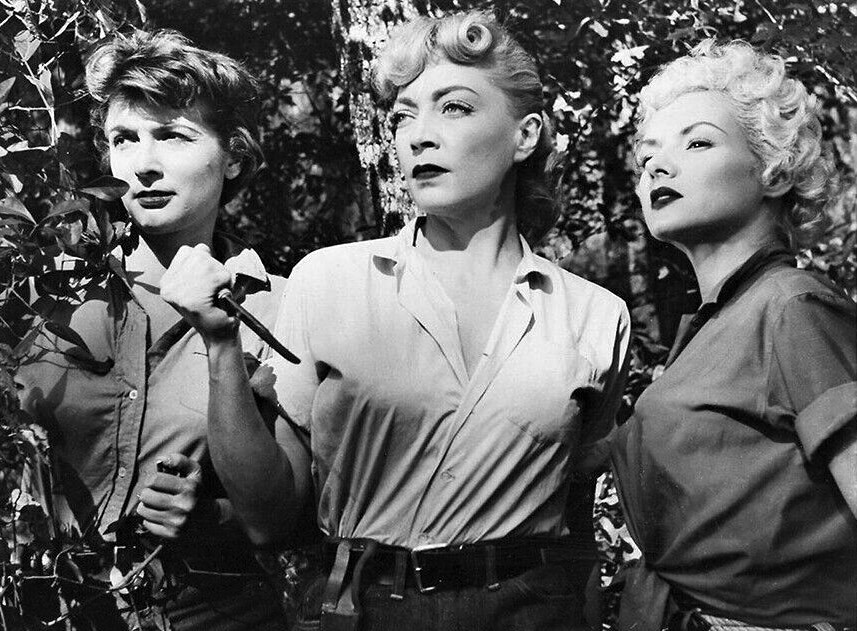
Carole Mathews, Marie Windsor et Jill Jarmyn (de g. à d.), dans Femmes gangsters (1956)

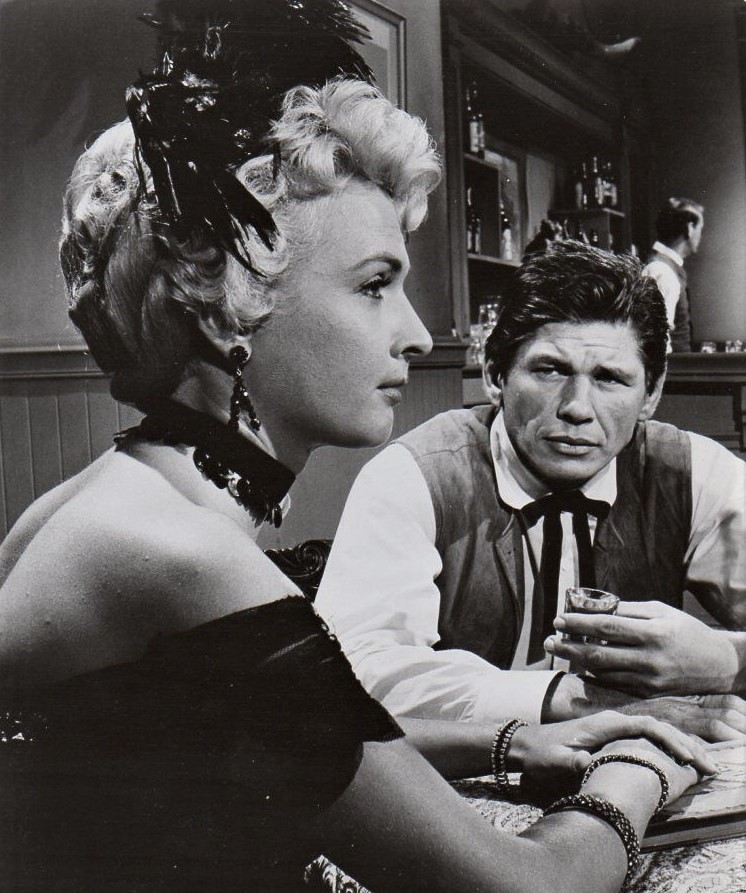
Avec Charles Bronson, dans Confessions d'un tueur (1958)

Carole Mathews débute en 1935 (à 14 ans) au cinéma, tenant des petits rôles non crédités jusqu'en 1944, année où sortent huit de ses films, notamment The Missing Juror d'Oscar Boetticher Jr. (avec Jim Bannon et Janis Carter). Le dernier de ses quarante-neuf films américains (dont des westerns) est Tendre est la nuit d'Henry King (1962, avec Jennifer Jones et Jason Robards).
Entretemps, mentionnons Les Mirages de la peur de William Dieterle (1949, avec Loretta Young et Robert Cummings), Chaînes du destin de Mitchell Leisen (1950, avec Barbara Stanwyck et John Lund), Le Trésor des collines rouges de Frank McDonald (1955, avec Zachary Scott et Barton MacLane), ainsi que Femmes gangsters de Roger Corman (1956, avec Marie Windsor et Beverly Garland).
À la télévision américaine, elle contribue à quarante-six séries (entre autres de western) dès 1950, dont Cisco Kid (deux épisodes, 1952), Alfred Hitchcoock présente (deux épisodes, 1956-1958) et Rawhide (un épisode, 1964). 
Après une avant-dernière série en 1967, elle revient au petit écran dix ans plus tard pour deux ultimes prestations, dans la série Sergent Anderson (un épisode, 1977), puis le téléfilm Fame de Marc Daniels (1978, avec Richard Benjamin et José Ferrer).
Au théâtre enfin, elle joue deux fois à Broadway (New York), d'abord comme danseuse en 1940, dans la revue Earl Carroll's Vanities of 1940, sous le nom de scène de Jeanne Francis qu'elle utilise alors brièvement. Elle y revient en 1950, dans la pièce With a Silk Thread d'Elsa Shelley (avec Claire Luce).
Carole Mathews meurt en 2014, à 94 ans.

## Théâtre à Broadway (intégrale)
- 1940 : Earl Carroll's Vanities of 1940, revue, musique de Charles Rosoff, paroles de Dorcas Cochran, sketches, production et mise en scène d'Earl Carroll, direction musicale Lionel Newman : une danseuse
- 1950 : With a Silk Thread de (et mise en scène par) Elsa Shelley : Karen Jackson

## Filmographie partielle

### Cinéma
- 1936 : L'Appel de la folie (College Holiday) de Frank Tuttle : une danseuse
- 1939 : Rose de Broadway (Rose of Washington Square) de Gregory Ratoff : showgirl
- 1942 : Swing au cœur (Footlight Serenade) de Gregory Ratoff : showgirl
- 1944 : Le Juré disparu (The Missing Juror) de Oscar Boetticher Jr. : Marcy
- 1944 : Sésame ouvre-toi ! (Girl in the Case) de William Berke : Sylvia Manners
- 1945 : Aladin et la Lampe merveilleuse (A Thousand and One Nights) d'Alfred E. Green : une servante
- 1949 : Enquête à Chicago (Chicago Deadline) de Lewis Allen : Mlle Lee
- 1949 : Les Mirages de la peur (The Accused) de William Dieterle : la serveuse
- 1949 : Le Prix du silence (The Great Gatsby) d'Elliott Nugent : Ella Cody
- 1950 : Chaînes du destin (No Man of Her Own) de Mitchell Leisen : Irma
- 1950 : La Rue de traverse (Paid in Full) de William Dieterle : un modèle
- 1953 : La Cité des tueurs (City of Bad Men) d'Harmon Jones : Cynthia London
- 1955 : Le Trésor des collines rouges (Treasure of Ruby Hills) de Frank McDonald : Sherry Vernon
- 1956 : Femmes gangsters (Swamp Women) de Roger Corman : Lee Hampton
- 1958 : Confessions d'un tueur (Showdown at Boothill) de Gene Fowler Jr. : Jill Crane
- 1962 : Tendre est la nuit (Tender Is the Night) d'Henry King : Mme Hoyt

### Télévision
(séries, sauf mention contraire)
- 1952 : Cisco Kid (The Cisco Kid), saison 3, épisode 4 Pancho and the Pachyderm (Sally Griffith) et épisode 10 Dutchman's Flat (Debby Hansen)
- 1956-1958 : Alfred Hitchcock présente (Alfred Hitchcock Presents)
  - Saison 1, épisode 32 La Baby-sitter (The Baby Sitter, 1956) de Robert Stevens : Clara Nash
  - Saison 3, épisode 14 Le Pourcentage (The Percentage, 1958) de James Neilson : Faye Slovak
- 1958 : Mike Hammer (Mickey Spillane's Mike Hammer), saison 1, épisode 15 Skinned Deep de Richard Irving : Marta Ryan
- 1958-1959 : Perry Mason
  - Saison 1, épisode 24 The Case of the Deadly Double (1958) d'Andrew V. McLaglen : Cora Dunbar
  - Saison 2, épisode 16 The Case of the Fraudulent Foto (1959) d'Arthur Marks : Leora Mathews
- 1959 : 77 Sunset Strip, saison 1, épisode 14 Not an Enemy in the World d'Alan Crosland Jr. : Elaine Lamson
- 1959 : Richard Diamond (Richard Diamond, Private Detective), saison 3, épisode 24 No Laughing Matter de Thomas Carr : Rita Kirk
- 1959 : M Squad
  - Saison 2, épisode 38 Mr. Grimm's Rabbits de David Butler : Pilar Olivera
  - Saison 3, épisode 11 Voice from the Grave de Francis D. Lyon : Ruth Webster
- 1961 : Les Aventuriers du Far West (Death Valley Days), saison 10, épisode 9 A Bullet for the D.A. : Belle Starr
- 1964 : Rawhide, saison 6, épisode 24 L'Odyssée (Incident of the Odyssey) de Thomas Carr : Lucey
- 1966 : Ben Casey, saison 5, épisode 24 Twenty Six Ways to Spell Heartbreak: A, B, C, D... d'Harry Landers : Jennie Alden
- 1977 : Sergent Anderson (Police Woman), saison 4, épisode 4 Le Trafic de l'ombre (The Inside Connection) de John Newland : l'adjointe Ruth
- 1978 : Fame, téléfilm de Marc Daniels : une cliente au restaurant